# Jacques Philippe Marie Binet
Pour les articles homonymes, voir Binet.
Jacques Philippe Marie Binet, né à Rennes le 2 février 1786 et mort à Paris le 12 mai 1856, est un mathématicien et astronome français.

## Biographie
Il entre à l'École polytechnique comme étudiant en 1804, et y devient peu après sa sortie répétiteur de géométrie descriptive, puis professeur de mécanique en remplacement de Siméon Denis Poisson ; il y est inspecteur des études de 1816 à 1830, année où il est démis de ses fonctions à la suite de la Révolution de Juillet. 
Par ailleurs il est également professeur de mathématiques spéciales au collège royal de Bourbon, et en 1823 il succède à Jean-Baptiste Delambre à la chaire d'astronomie au Collège de France. Comme Augustin Louis Cauchy dont il est l'ami, Binet est un catholique convaincu et dévoué aux Bourbons. Il cautionne par sa présence le 4 avril 1856 la fondation par Cauchy de L'Œuvre des Écoles d'Orient, plus connue actuellement sous le nom de L’Œuvre d’Orient. Il va même accepter d’être membre de son 1er Conseil général le 25 du même mois et jusqu’à son décès survenu le 12 mai de la même année (18 jours). Le Gouvernement de Juillet lui retire ses fonctions à l'École polytechnique, mais lui conserve sa chaire au Collège de France. En 1843, il est appelé à occuper le fauteuil de Sylvestre-François Lacroix à l'Académie des sciences, dont il est président en 1855.
Ses travaux sur les mathématiques pures, la mécanique et l'astronomie, paraissent dans le Journal de l'École polytechnique, dans les Comptes rendus hebdomadaires des séances de l'Académie des sciences et dans le Journal de mathématiques pures et appliquées de Joseph Liouville. On lui doit des mémoires importants, notamment sur les fonctions eulériennes et l'évaluation numérique des expressions qui dépendent des grands nombres, sur les propriétés fondamentales des surfaces homofocales du second degré, qu'il est le premier à avoir remarquées, sur le mouvement des planètes, sur les équations aux différences finies linéaires, dont il a donné une théorie intéressante.
Ses travaux sur le calcul matriciel l'ont amené à trouver l'expression du n-ième terme de la suite des nombres de Fibonacci (cf. formule de Binet).
Dans le domaine de l'astronomie, ses formules de cinématique donnent l'expression en coordonnées polaires de la vitesse et de l'accélération des corps soumis à une accélération centrale, telles les planètes du système solaire (cf. formules de Binet).

## Formules attribuées

### Formule de Binet
Elle fournit le n-ième terme {\displaystyle u_{n}\,} de la suite de Fibonacci. Celle-ci est définie par la formule de récurrence suivante :
- {\displaystyle u_{0}=0}
- {\displaystyle u_{1}=1}
- {\displaystyle u_{n}=u_{n-1}+u_{n-2}}, pour n > 1

{\displaystyle u_{n}={\frac {1}{\sqrt {5}}}\left[\left({\frac {1+{\sqrt {5}}}{2}}\right)^{n}-\left({\frac {1-{\sqrt {5}}}{2}}\right)^{n}\right]}.
De nombreuses démonstrations de cette formule existent (par récurrence, en utilisant les séries génératrices, etc.) ; on trouvera en particulier une démonstration utilisant la transformée en Z dans l'article de même nom.
Bien que traditionnellement attribuée à Binet (qui l'a publiée en 1834), cette formule avait déjà été obtenue par Abraham de Moivre en 1718, et démontrée rigoureusement par Leonhard Euler en 1765.

### Formules de Binet
Soient M un mobile ponctuel animé d'un mouvement à accélération centrale {\displaystyle {\overrightarrow {\Gamma }}} de centre {\displaystyle {\mathcal {O}}} et {\displaystyle (r,\theta )\,} les coordonnées polaires de M dans un repère {\displaystyle ({\mathcal {O}},{\mathcal {O}}_{x})}. La vitesse {\displaystyle v\,} et le vecteur accélération {\displaystyle {\overrightarrow {\Gamma }}} de M vérifient les formules suivantes :
- {\displaystyle v^{2}\,={\mathcal {C}}^{2}\left[h^{2}+\left({\frac {dh}{d\theta }}\right)^{2}\right]}
- {\displaystyle {\overrightarrow {\Gamma }}=-{\mathcal {C}}^{2}h^{2}\left[{\frac {d^{2}h}{d\theta ^{2}}}+h\right]{\overrightarrow {u}}}

où {\displaystyle h\,} est égal à {\displaystyle {\frac {1}{r}}}, {\displaystyle {\overrightarrow {u}}} est le vecteur unitaire tel que {\displaystyle {\overrightarrow {OM}}=r{\overrightarrow {u}}} et {\displaystyle {\mathcal {C}}} est une constante égale au double de la vitesse aréolaire (constante) de M.